# Karen Børresen
Karen Børresen, född 1787, död 1863, var en dansk balettdansare. 
Hon var engagerad vid den Den Kongelige Ballet 1800-1810, och tillhörde under sin korta verksamhetstid jämsides med Augusta Laurwald en av balettens mest framstående aktörer. Det uppfattades som en stor förlust för teatern när både hon och Augusta Laurwald avslutade sina karriärer vid sina respektive giftermål, båda år 1810. Hennes återkomst till baletten några år senare ska ha mottagits med stor entusiasm. 